# False Evidence
False Evidence è un film muto del 1919 diretto da Edwin Carewe. La sceneggiatura si basa su Madelon, romanzo di Mary E. Wilkins Freeman pubblicato a New York nel 1896.

## Trama
La giovane Madelon, promessa fin da bambina senza che lei ne sappia niente al ricco Lot Gordon da suo padre Sandy MacTavish, si innamora di Burr, il cugino di Lot. Ma suo padre, fedele alla parola data, è deciso a rispettare l'impegno preso tanti anni prima. La ragazza, venuta a sapere del fidanzamento di Burr con Dorothy Fair, si reca da sola nel bosco dove viene seguita da Lot. Non sapendo chi sia, quando lui cerca di baciarla, lo colpisce. Burr prende la colpa su di sé e Madelon, per salvarlo, accetta di sposare Lot se lui ritirerà le accuse per l'aggressione subita. Riesce così a fermare i paesani, decisi a linciare Burr. Madelon tornerà libera quando Lot resterà ucciso in un incidente nel bosco, schiacciato da un albero.

## Produzione
Il film fu prodotto dalla Metro Pictures Corporation con il titolo di lavorazione Madelon of the Redwoods.

## Distribuzione
Il copyright del film, richiesto dalla Metro Pictures Corp., fu registrato il 24 aprile 1919 con il numero LP13650. Distribuito dalla Metro Pictures Corporation, uscì nelle sale cinematografiche statunitensi il 21 aprile 1919.